# Legia Nadwiślańska

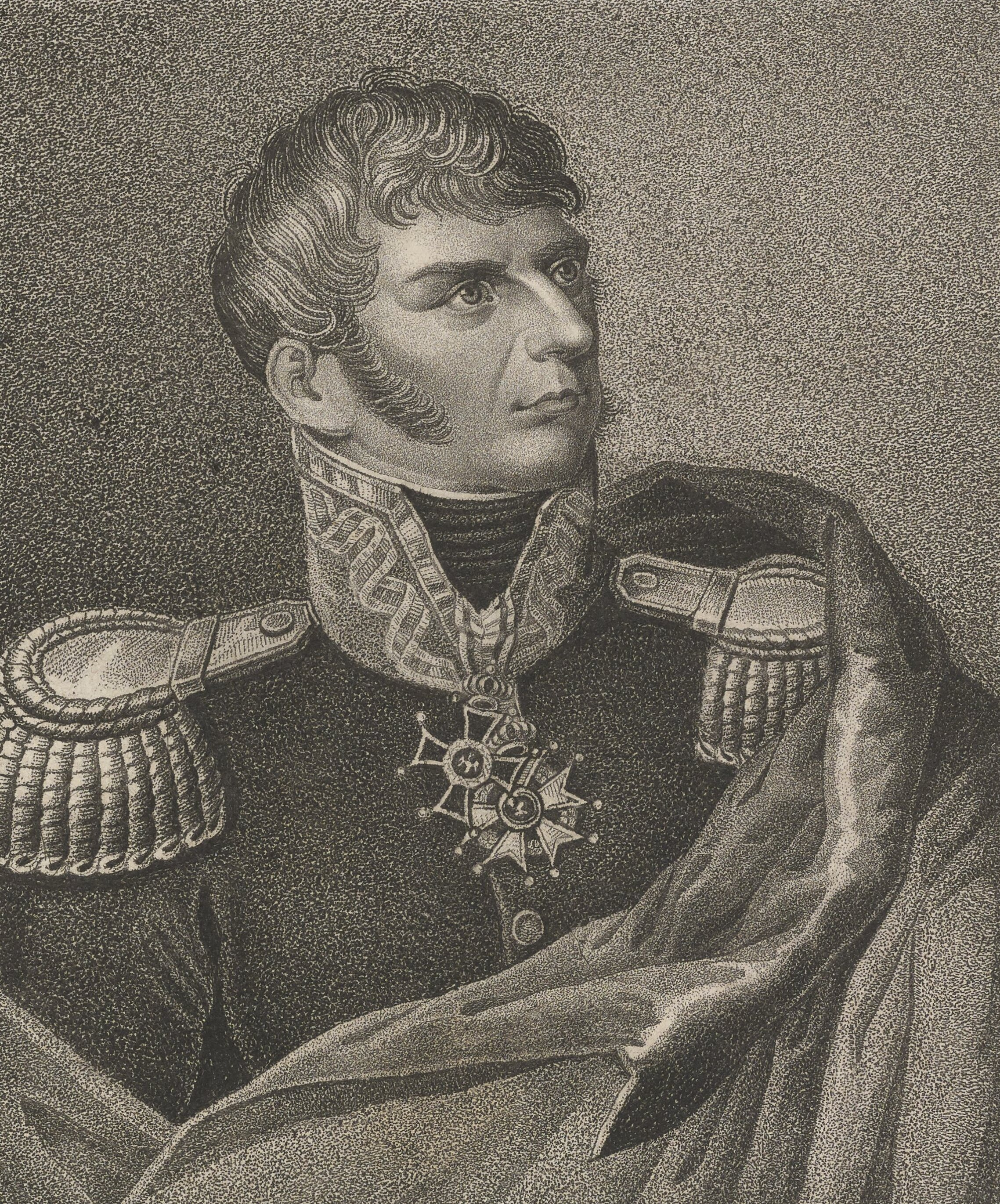
Józef Chłopicki w mundurze generała

Legia Nadwiślańska – polska jednostka powstała 31 marca 1808 roku w wyniku przemianowania tworzonej od wiosny 1807 roku na mocy dekretu Napoleona Legii Polsko-Włoskiej w związku z jej przejściem na żołd francuski w królestwie Westfalii. Istniała do 18 czerwca 1813.
Początkowo liczyła 5467 żołnierzy, a jej pierwszym dowódcą był generał Józef Joachim Grabiński, a od 7 czerwca 1808 płk Józef Chłopicki. W przeciwieństwie do 1 Pułku Szwoleżerów była to formacja z zasady chłopska, a stanowiska oficerskie zajmowała tu zazwyczaj drobna szlachta.
Na podstawie umowy zawartej 10 maja 1808 między rządem Księstwa Warszawskiego a rządem francuskim, Księstwo zobowiązało się do zapewnienia stałego dopływu rekruta do Legii. Legia zorganizowana pod osobistym nadzorem Napoleona w Bajonnie składała się z trzech pułków piechoty (około 5000 żołnierzy) oraz z dowodzonego przez Jana Konopkę pułku lansjerów. Każdy pułk składał się z 2 batalionów – po 6 kompanii – przy czym pierwsza kompania była grenadierska, a ostatnia woltyżerska. 
Legioniści Nadwiślańscy nosili ciemnoniebieskie kurtki i białe spodnie, a pułki różniły się jedynie kolorem kołnierzy, rabatów i wyłogów. Grenadierzy odróżniali się czerwonymi epoletami i czerwoną kitą na czako, a woltyżerowie żółtym kolorem sznurów, kity i epoletów.

## Walki w Hiszpanii
W czerwcu 1808 wysłana do Hiszpanii w sile trzech pułków piechoty, od 19 czerwca do 14 sierpnia brała udział w pierwszym oblężeniu Saragossy.
Dowodzona przez płk. Józefa Chłopickiego rozbiła koło Epili siły hiszpańskiej milicji zdążającej na odsiecz miasta. Wyróżniła się w bitwie pod Tudelą.
W walkach w Hiszpanii brały udział następujące jednostki Legii Nadwiślańskiej:
- 1 Pułk Piechoty Legii Nadwiślańskiej,
- 2 Pułk Piechoty Legii Nadwiślańskiej,
- 3 Pułk Piechoty Legii Nadwiślańskiej,
- 4 Pułk Piechoty Legii Nadwiślańskiej (od 1810; wcześniej jako II Legia Nadwiślańska),
- Pułk Lansjerów Nadwiślańskich (inaczej: Pułk Jazdy Legionowej, Pułk Lansjerów Legii Polsko-Włoskiej, Pułk Rożnieckiego, od 18 lipca 1811 7 Pułk Szwoleżerów-Lansjerów Liniowych)

W ciągu walk Hiszpanii, Legia odniosła szereg zwycięstw, m.in.:
- 20 grudnia 1808 – udział aż do kapitulacji w drugim oblężeniu Saragossy,
- 15 czerwca 1809 – wygrana bitwa pod Marią,
- 18 czerwca 1809 – zadecydowała o zwycięstwie armii cesarskiej pod Belchite,
- styczeń 1810 – ułani Legii zajmując przełęcz Paso de los Despenaperros otworzyli armii francuskiej drogę do Andaluzji,
- 14 maja 1810 – odebrała kapitulację obleganej przez siebie Leridy,
- 21 czerwca 1810 – odebrała kapitulację obleganej Tarragony,
- 16 maja 1811 – ułani rozbili piechotę angielską w bitwie pod Albuerą.

## II Legia Nadwiślańska
8 lipca 1809 cesarz wydał dekret o utworzeniu II Legii Nadwiślańskiej, która powstać miała na bazie Polaków służących w armii austriackiej, którzy pod Wagram dostali się do francuskiej niewoli. Planowano utworzenie 3 pułków piechoty liczących łącznie 6000 żołnierzy. Gdy II Legia Nadwiślańska osiągnęła stan 2200 żołnierzy, przemianowana została na 4 pułk piechoty i w 1810 roku przerzucona została do Hiszpanii, gdzie dołączyła do pierwszej Legii Nadwiślańskiej.

## Wyprawa na Rosję 1812 i dalsze losy
3 marca 1812 w czasie przygotowań do wojny Napoleona z Rosją Legia została włączona do Gwardii Cesarskiej. Oddziały wywodzące się z niej przeszły w tej kampanii cały szlak bojowy wraz z odwrotem do Francji. W sierpniu 1813 roku z resztek czterech pułków piechoty Legii Nadwiślańskiej utworzono jeden pod dowództwem  płk Stanisława Malczewskiego i przyłączono go do 27 Dywizji. Jeszcze 19 marca 1814 utworzony z pozostałej piechoty polskiej po bitwie pod Lipskiem pułk piechoty nadwiślańskiej odznaczył się w bitwie pod Arcis-sur-Aube. Pułk ten wrócił do Polski po abdykacji Napoleona.

## Galeria

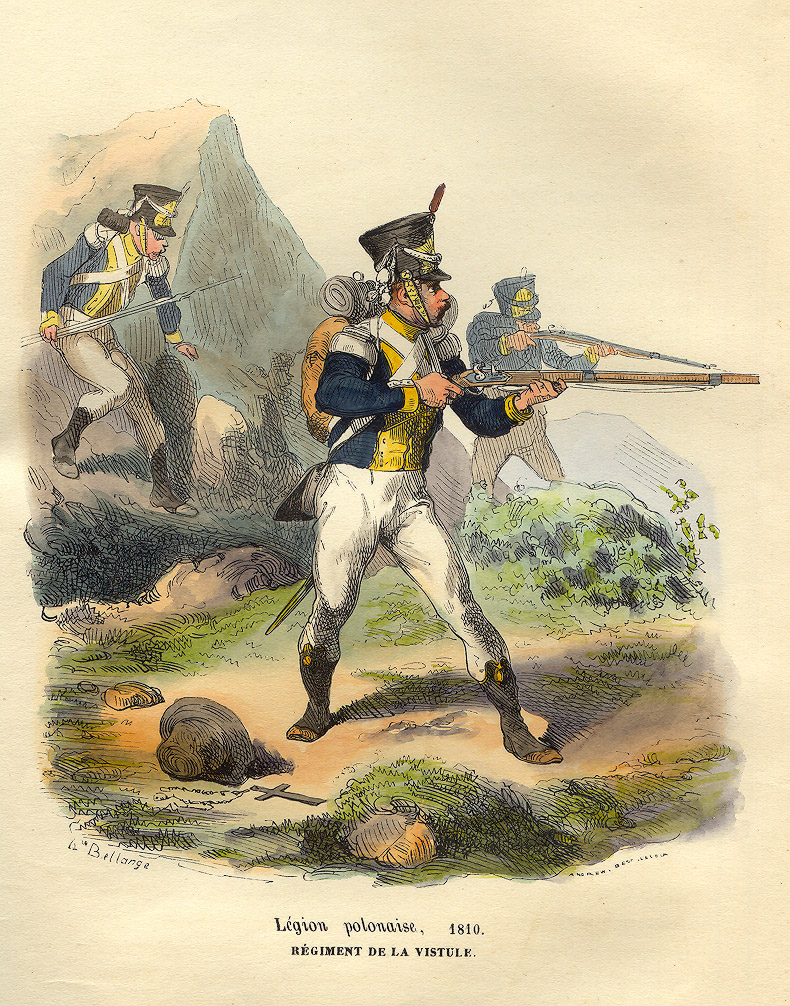
Żołnierz Legii Nadwiślańskiej w 1810
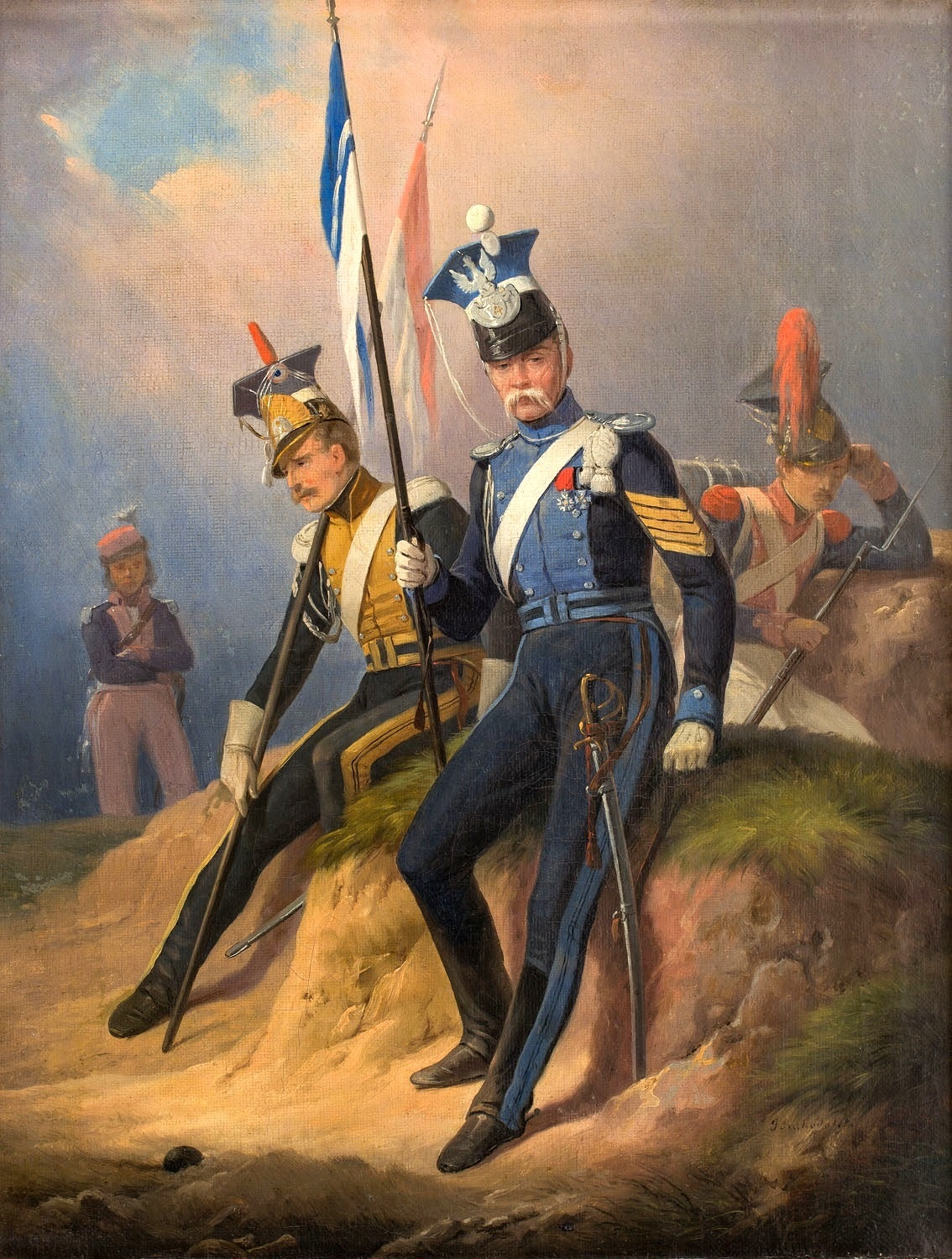
Lansjer nadwiślański (po lewej)
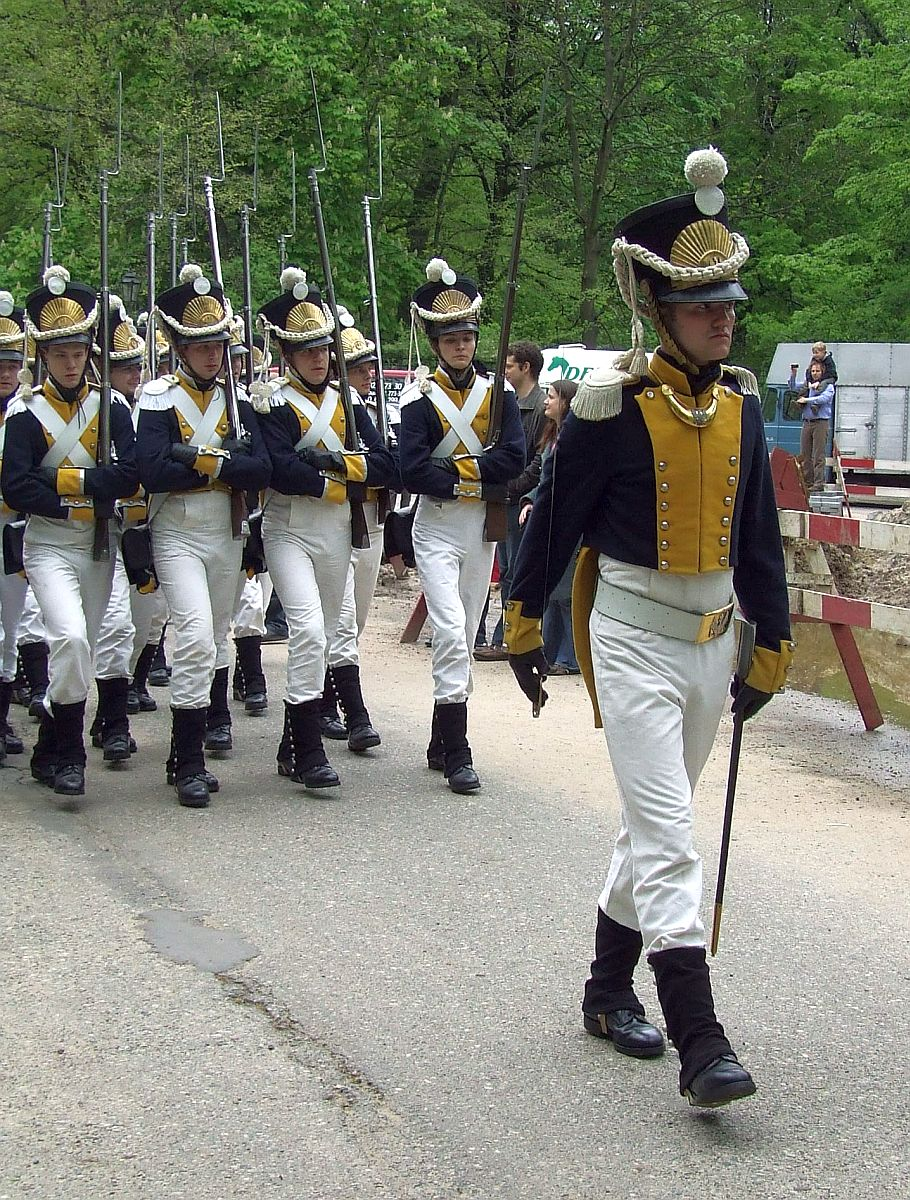
Rekonstruktorzy odtwarzający 4 Pułk Piechoty Legii Nadwiślańskiej